# Eva Kühn
Eva Oscarovna Kühn, nota anche con lo pseudonimo di Magamal (Vilnius, 21 gennaio 1880 – Roma, 28 novembre 1961), è stata una scrittrice, saggista e traduttrice russa attiva in Italia.

## Biografia
Nacque nella maggiore città della Lituania, allora quasi totalmente russificata (solo i contadini parlavano ancora l'idioma nazionale), in una famiglia ebraica, germanofona e culturalmente mitteleuropea, figlia di Oscar Kühn, insegnante, ed Emmy Wittman. Rimasta orfana di padre a 13 anni, si appassionò alla filosofia di Schopenhauer dopo aver scoperto tra i suoi libri i Parerga e paralipomena. Diciassettene, andò per un anno a Londra, dove lavorò come ragazza alla pari, poi insegnò a San Pietroburgo tedesco in un liceo e inglese in una scuola commerciale. 
Formatasi all'Università di Zurigo in materie umanistiche, agli inizi del Novecento giunse in Italia, per apprenderne la lingua. Aderì al futurismo e, nel solco di tale movimento, produsse diverse opere narrative (molte quelle mai pubblicate) nonché saggi, spesso con lo pseudonimo Magamal, nome di un guerriero africano, fratello del personaggio principale ed eponimo, nel romanzo di Marinetti Mafarka il futurista. Nel 1919 è tra i membri dei Fasci di Combattimento di Roma, connotati in senso futurista, che annoveravano personaggi quali Mario Carli, Enrico Rocca, Giovanni Giuriati e Gaetano Polverelli.
Tra gli scritti critici, si ricordano anche quelli su Dostoevskij, Thoreau, Schopenhauer e Henry George. Resta conosciuta soprattutto come apprezzata traduttrice in italiano. Poliglotta, possedeva anche il russo, il tedesco, l'inglese, il francese e il romeno. Sono tuttora in stampa le sue versioni di varie opere di Dostoevskij e di alcuni capitoli dei Parerga e paralipomena di Schopenhauer (del quale, assieme a Scipio Slataper, aveva tradotto anche La quadruplice ragione del principio di ragion sufficiente). 
Il 25 gennaio 1907 aveva sposato nella Chiesa Valdese di Roma il politico italiano Giovanni Amendola, incontrato negli ambienti della Società teosofica (di cui entrambi erano membri), morto nel 1926 in seguito a un'aggressione squadristica fascista, e con il quale ebbe quattro figli: Giorgio, Adelaide (Ada), Antonio e Pietro.
Nell'autobiografico Vita con Giovanni Amendola. Epistolario 1903-1926 (Parenti, Firenze, 1960), scritto in tarda età, ha ricordato la figura del marito.